# Мечеть имени Жанаман-ахуна Сейтимулы
Мечеть имени Жанама́н-аху́на Сейтимулы́ (каз. Жанаман ахун Сейтімұлы атындағы мешіт) — одна из двух мечетей в городе Шалкар в Актюбинской области Казахстана, расположенная на улице Ургенишбаева, 39a.
Главный имам мечети с 2011 года — Жамбыл Алмуханбетулы Тлеубай (до него имамом мечети и главным имамом района в 2009—2011 годах был Бакытбек Нургабиулы Тажимбет, который сейчас является главным имамом Костанайской области).

## История
Мечеть была построена через год после обретения независимости Казахстаном, в 1992 году. Ранее в городе Шалкар имелась другая мечеть, которая была одной из 68 мечетей в Казахстане, существовавших в советский период. После строительства мечети им. Жанаман-ахуна здание старой мечети было заброшено, затем разрушено.
В 2010 году здание мечети было отремонтировано и обновлено: была установлена новая крыша из профилированного листа, кирпичная кладка была покрыта слоем цемента и окрашена в бледно-розовый цвет, а вместо деревянных окон появились пластиковые. В 2021 году были вновь проведены ремонтные работы, фасад здания был облицован сайдингом с имитацией под кирпичную кладку, а во дворе мечети было построено медресе, которое официально было открыто 28 августа 2022 года.

## Характеристики
Вместимость мечети: 200 человек. Мечеть состоит из большого молельного зала, комнаты имама, общей комнаты для разных нужд и коридора, который все их соединяет. В мечети имеется специально оборудованная комната для совершения ритуального омовения, туалеты расположены отдельно — во дворе мечети. К углам здания пристроены вертикально расположенные металлические трубы с куполами, которые имитируют минареты. Настоящий минарет находится отдельно, во дворе мечети, и построен из красного кирпича. Купол мечети выполнен из металла и выкрашен в зелёный цвет, а над ним расположен традиционный полумесяц.